# Comandante Fontana
Comandante Fontana es la ciudad cabecera del departamento Patiño, en la provincia de Formosa, Argentina. A unos 184 km de la capital provincial ciudad de Formosa, por la RN 81 "km 1.356". 

## Población
Cuenta con 6615 habitantes (Indec, 2010), lo que representa un incremento del 17% frente a los 5,655 habitantes (Indec, 2001) del censo anterior. Esta cifra la sitúa como la 9° ciudad más grande a nivel provincial.
| Gráfica de evolución demográfica de Comandante Fontana entre 1991 y 2010 |
|                                                                          |
| Fuente: censos nacionales del INDEC                                      |

## Historia
Territorio de la nación mataco, jamás se doblegaron fácilmente al conquistador español. En 1781, fueron asesinados 65 guerreros adultos, 12 niños, 13 mujeres 
. 
El Comandante Fontana asiste en 1880 a la extinción de la etnia nación payaguá. Fueron los últimos 17 originarios. Y este militar narra cómo vivían ellos asaltados de una tristeza por la aniquilación.

## Personas destacadas nacidas en Comandante Fontana
Rubén Galván, futbolista campeón del mundo 1978 y campeón de todo con Independiente.

## Parroquias de la Iglesia católica en Comandante Fontana
| Diócesis  | Formosa  |
| --------- | -------- |
| Parroquia | San José |